# Marguerite Saegesser
Marguerite Saegesser (* 27. Mai 1922 in Bern; † 1. April 2011 in Muri bei Bern) war eine schweizerisch-US-amerikanische Künstlerin. Ihre künstlerische Laufbahn begann sie als Bildhauerin, bevor sie sich zunehmend der Malerei, Zeichnung und Objektkunst zuwandte.

## Leben und Werk
Marguerite Saegesser wurde 1922 in Bern geboren. Nach der Matura absolvierte sie von 1941 bis 1944 eine Ausbildung in Musiktheorie bei André de Ribaupierre am Konservatorium in Lausanne. Parallel begann sie 1942 eine vierjährige Lehre als Bildhauerin bei Milo Martin.
Studienaufenthalte in Schweden und Rom. Anschliessend lebte sie von 1948 bis 1952 in Chexbres. Von 1953 bis 1973 führte sie ein Atelier in Bern und schuf dort 1968 eine Eisenplastik im Wohnquartier Tscharnergut.
Von 1974 bis 2004 lebte Saegesser in den USA (Tucson, Palo Alto), wo sie sich der Monotypie widmete. Ab 1976 entwickelte sie in Palo Alto eine neue künstlerische Identität, und ab 1978 entstanden Monotypien auf handgeschöpftem Papier. In den 1980er-Jahren hatte sie Aufenthalte in Paris und Berlin (1992) sowie in Zürich (1993–1994). 2004 kehrte sie aus den USA in die Schweiz zurück und liess sich erneut dort nieder. Sie verstarb 2011 in Muri bei Bern.

## Rezeption
Ihr Werk verbindet gegenständliche und abstrakte Elemente und wurde insbesondere im Kontext des amerikanischen Abstrakten Expressionismus rezipiert.
Die Ausstellung Marguerite Saegesser. American Monotypes im Kunstmuseum Thun (4. Februar – 16. April 2023) war ihre erste institutionelle Einzelausstellung und ist zugleich eine späte Wiederentdeckung ihres Gesamtwerks.
In der Ausstellungspublikation wird ihr Umgang mit Monotypie als intuitiv, frei und experimentell beschrieben. Ihre Werke reichen von monochromen Studien bis zu farbintensiven, vielfach überarbeiteten Kompositionen; besonders hervorgehoben wird ihr präziser Einsatz von Farbe, Linie und Form mit poetisch-symbolischem Ausdruck.
In den USA, insbesondere im Umfeld der San-Francisco-Bay-Area, erfuhr ihr Werk bereits in den 1970er-Jahren Beachtung. In der Schweiz hingegen blieb sie lange wenig bekannt. Erwähnt wird auch der Austausch mit dem US-Maler Sam Francis.

## Werke (Auswahl)

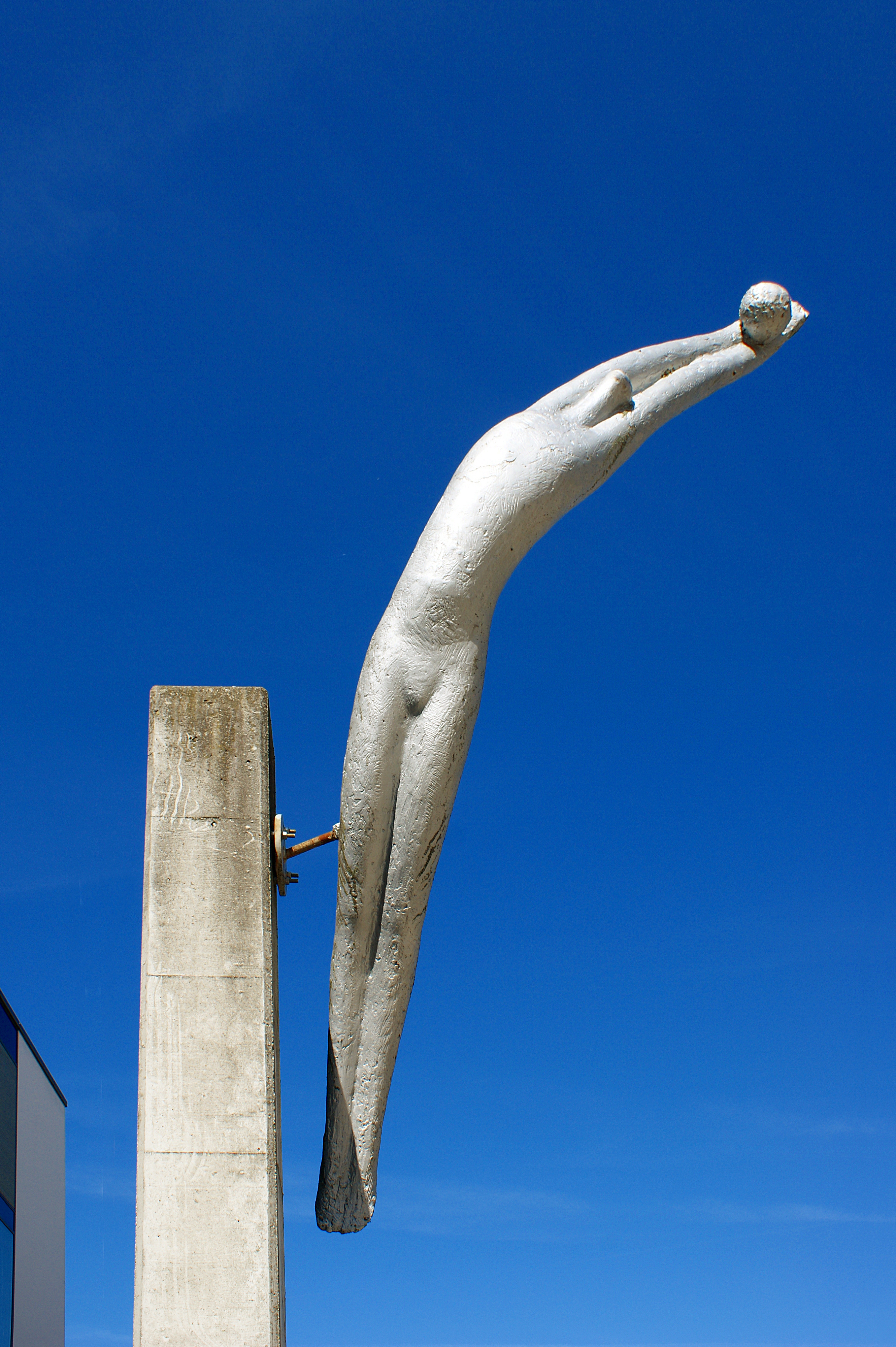
Bronzeplastik Goalkeeper (Marguerite Saegesser-Rüfenacht 1957 - Foto 2020)

- Goalkeeper (1957), silberfarben gestrichene Bronzeplastik errichtet neben dem Wankdorf Stadion, Bern
- Gemeinschaft (1968), Eisenplastik im Wohnquartier Tscharnergut, Bern
- Diverse Monotypien und Farbserien aus den US-Jahren (1980er–1985), entstanden in Tucson und Palo Alto[4]

## Ausstellungen (Auswahl)
- 1995: Marguerite Saegesser: Paintings – Memories and Dreams (Einzelausstellung), de Saisset Museum, Santa Clara University, Kalifornien[5]
- 2023: Marguerite Saegesser. American Monotypes (Einzelausstellung), Kunstmuseum Thun, Thun[2]